# Estátua equestre do Duque de Wellington, Glasgow

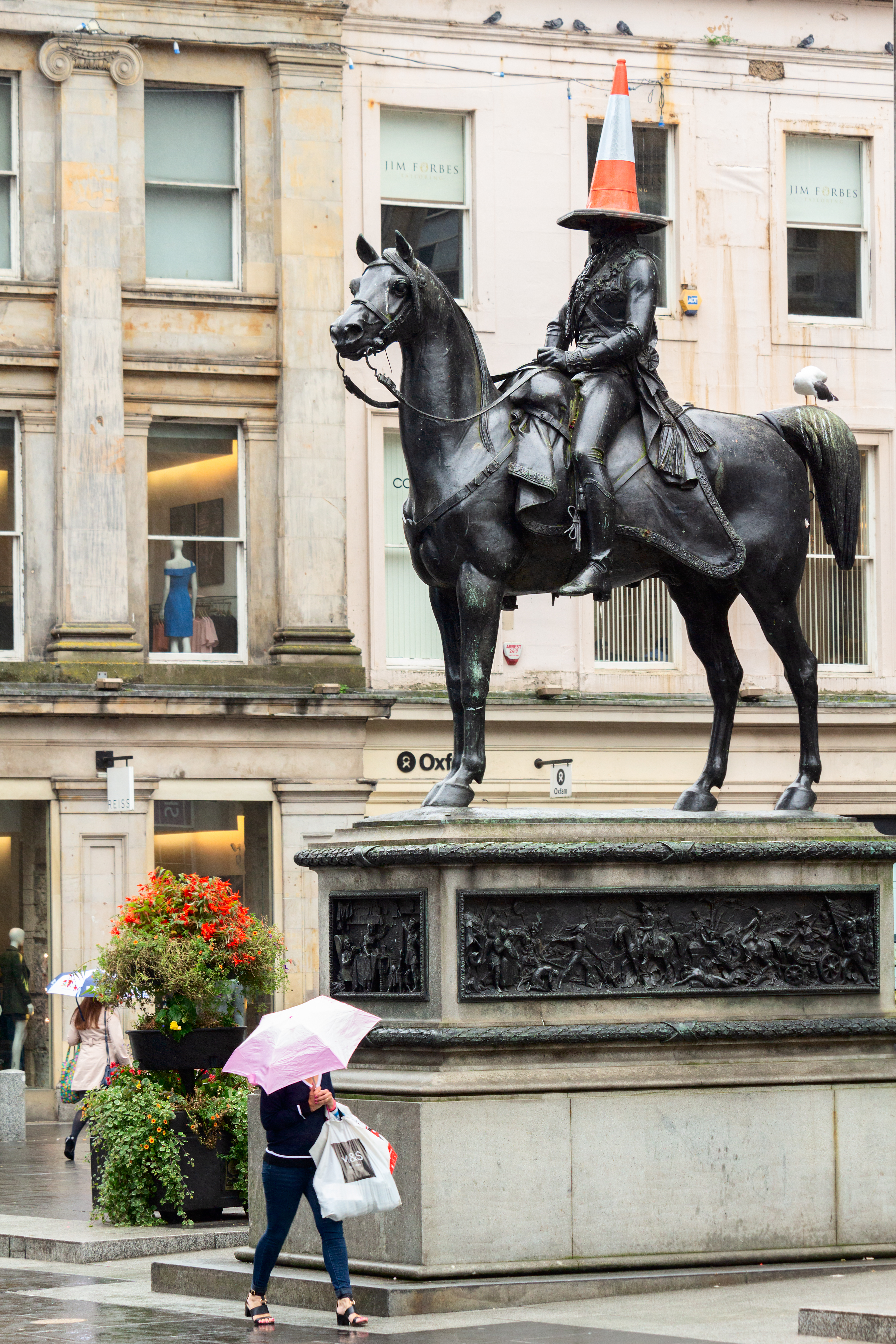
A estátua tornou-se conhecida por ter cones de trânsito na cabeça.

A estátua equestre do Arthur Wellesley, 1º Duque de Wellington localizada fora do Royal Exchange, agora conhecido como a Galeria de Arte Moderna, Glasgow, Escócia, é um dos marcos mais icónicos de Glasgow.
Foi esculpida por um artista italiano Carlo Marochetti e erguida em 1844, graças a subscrição pública para marcar o fim bem sucedido em 1815 das longas Guerras Revolucionárias Francesas e das Guerras Napoleónicas. Desde pelo menos a década de 1980 ela tem sido tradicionalmente coroada com um cone de trânsito por membros do público. A estátua é uma escultura listada com Categoria A.

## Estátua
A estátua do Duque no seu cavalo favorito Copenhaga foi esculpida pelo artista italiano Carlo Marochetti e erguida em 1844. A estátua é um monumento Categoria A.

## Cone de trânsito
Nos tempos recentes a estátua tornou-se conhecida por ser coroada com um cone de trânsito. Adornar a estátua com um cone tem continuado por muitos anos: o ato alegadamente representa o humor da população local e acredita-se que remonta à década de 1980.
Em 2005, a Câmara Municipal de Glasgow e a Polícia de Strathclyde tomaram a posição de pedir ao público para não substituir o cone, citando pequenos danos na estátua e potencial para lesões quando na tentativa de substituir um cone.
Em 2011, o guia do Lonely Planet incluía a estátua na sua lista de "10 monumentos mais bizarros da Terra".
Em 2013, a Câmara Municipal de Glasgow apresentou planos para um projeto de restauração de £65,000, que incluía uma proposta para dobrar a altura do seu pedestal e aumentá-la por mais de 1.8 metros para "dissuadir todos, exceto os vândalos mais determinados". A aplicação do planeamento continha uma estimativa do custo de remover os cones de trânsito da estátua como £100 por chamada, e isto poderia chegar a £10,000 por ano. Os planos foram retirados depois de oposição pública, incluindo uma petição online que recebeu mais de 10,000 assinaturas. Como a Câmara indicou que ação contra a prática ainda podia ser considerada, a organização arte-política National Collective organizou um rali em defesa do cone.
Em 2014, em apoio ao Referendo sobre a independência da Escócia, a estátua foi equipada com um cone "Sim" como também uma bandeira no estribo da estátua.
O cone foi substituído com um cone pintado de dourado durante as Olimpíadas de 2012 como celebração da contribuição da Escócia para o recorde de medalhas de ouro ganhas pela Equipa GB. Uma réplica da estátua, completa com o cone, apareceu na cerimónia de abertura dos Jogos da Commonwealth de 2014, e um cone de ouro foi outra vez colocado na estátua para marcar o sucesso dos jogos.
Em 2015, a Câmara Municipal de Glasgow testou software de câmeras de vigilância de alta tecnologia que custava £1.2m, para ver se elas poderiam automaticamente detetar pessoas a pôr cones na estátua, o que podia.
No Dia do Brexit (31 de janeiro de 2020), os apoiantes pro-europeus colocaram um cone pintado para representar a bandeira europeia na cabeça da estátua.
Durante a pandemia de COVID-19, a estátua foi adornada com um cone e uma máscara cirúrgica azul à volta das orelhas da estátua para refletir a pandemia e os confinamentos no país.
Em março de 2022, em apoio à Ucrânia e como protesto contra a invasão por parte da Rússia, a estátua foi coroada com um cone com as cores da bandeira ucraniana.
Em junho de 2023, para promover a sua exibição na Galeria da Arte Moderna, o artista Banksy declarou que a estátua era a sua "obra de arte favorita no Reino Unido". A 21 de junho, o grupo de campanha escocês de mudanças climatéricas This Is Rigged colocou um cone com o seu logótipo na estátua, e convidou Banksy a apoiar a sua causa.